# Франц Ернст Нойман
Франц Ернст Нойман (на немски: Franz Ernst Neumann) е немски физик, минералог, кристалограф, професор в университета в Кьонигсберг. Смятан е за един от основоположниците на теоретичната физика, който оказва значително влияние върху развитието на физиката в Германия. Създава първата математическа теория за електромагнитната индукция и обяснява процеса на преобразуване на механичната енергия в електрическа.
Франц Ернст Нойман е баща на професорите по математика Карл Готфрид Нойман, по патология и хематология Франц Ернст Кристиан Нойман и по политология Фридрих Юлиус Нойман.

## Биография

### Детство
Франц Ернст Нойман е роден на 11 септември 1798 г. в град Йоахимстал, провинция Бранденбург, Кралство Прусия. Бащата му, Ернст Нойман, е фермер, управител на имението на разведена графиня, от връзката с която се ражда Франц. По-късно бащата се отказва от земеделието и става агент по недвижими имоти. Родителите на майката не позволяват тя да се омъжи за Ернст Нойман заради произхода му. Франц е роден тайно, отгледан от родителите на баща си и не вижда майка си до 10-годишната си възраст.

### Наполеонови войни
Нойман започва да учи в Берлинската гимназия, където проявява математически талант, но заради войните между Прусия и Франция не успява да завърши обучението си. През 1814 г., на 16-годишна възраст, Нойман напуска гимназията и се записва като доброволец в пруската армия. Това е период на победи за Прусия и нейните съюзници, когато френската армия под командването на Наполеон I е отблъсната. Подписан е Парижкият договор и Наполеон е изпратен в изгнание, но на 1 март 1815 г. избягва от остров Елба и акостира в Кан с отряд от охраната си. Войната продължава и в битката при Лини прусаците претърпяват поражение. В тази битка участва и Нойман, който на 16 юни 1815 г. е ранен тежко в лицето и е откаран в болница в Дюселдорф. Разкъсани са езикът и голяма част от меката тъкан в лявата част на лицето му, а зъбите му са избити. След възстановяването си се присъединява отново към полка си. Уволнен е е от армията през февруари 1816 г.

### Образование
По същото време баща му губи в пожар всичко, което притежава, а малкото, което остава, семейството отделя за да се продължи образованието на Франц. Въпреки финансовите проблеми, след войната Нойман се връща в Берлинската гимназия и завършва обучението си. През 1817 г. постъпва в Берлинския университет, където, по настояване на баща си, започва да учи теология. На следващата година се прехвърля в университета в Йена и започва да изучава минералогия и кристалография. По време на следването си води изключително беден живот. Преподава частни уроци по математика, с които си осигурява много скромен и непостоянен доход. Заради участие в студентски вълнения е принуден да напусне града в рамките на 24 часа. Завръща се отново в Берлинския университет, където се сприятелява с един от преподавателите си – Кристиан Вайс. Вайс става негов ментор и му урежда малка стипендия, за да позволи на Нойман да пътува до Силезия и да изучава геология. Франц прави първото си пътуване през лятото на 1820 г., за което са му отпуснати 60 талера. Събира богата минерална колекция, която изпраща в Берлин. Планира да направи още няколко през следващите години.
През май 1821 г. бащата на Нойман умира и, загрижен за здравето и благополучието на майка си, той прекъсва обучението си и през 1822 г. се завръща вкъщи за да управлява семейната ферма. Занимава се с това в продължение на една година, но неразбирателството с майка му го кара да се откаже от фермерството и да не приема от нея никаква финансова помощ. През това време написва първата си статия по кристалография, публикувана през 1823 г. Завръща се в Берлинския университет, където, по препоръка на Вайс, е назначен като уредник на минералния кабинет и междувременно завършва изследванията си за докторантура.

### Зрялост
Нойман получава докторска степен през ноември 1825 г., а през май следващата година, заедно с астронома Фридрих Бесел, математика Карл Густав Якоб Якоби и физика Хайнрих Вилхелм Дове, е назначен за преподавател без заплата в Кьонигсберския университет.Двамата с Дове са назначени за да поемат част от курсовете по физика и минералогия на Карл Готфрид Хаген, който в онзи момент преподава ботаника, зоология, минералогия, химия и физика. В началото лекциите на Нойман са посещавани от около 30 човека, но между тях са бъдещият геолог Леополд фон Бух и Александър фон Хумболт. Въпреки че в онзи момент Нойман работи безплатно, Вайс му изпраща таксата на фон Бух. През 1827 Нойман е назначен за редовен преподавател към катедрата по минералогия и физика. Запазва работата си там в продължение на 50 години. Две години по-късно става професор по минералогия и физика в същия университет. Пенсионира се като професор през 1873 г., въпреки че продължава водения от него семинар през следващите три години.
На 26 март 1830 г. майка му умира и му завещава къщата си, заедно с мебелите, градината и известна парична сума. През същата година Франц Нойман се жени за Луиза Флорентин Хаген, дъщеря на химика Карл Хаген и снаха на Бесел. Осем години по-късно жена му умира, след като е родила пет деца. Най-големият им син тогава е на 6 години, а най-малкото дете – на 5 месеца. Пет години по-късно Нойман се жени отново, този път за Вилхелмина Хаген, първа братовчедка на първата му съпруга. Шест години след сватбата тежка форма на подагра засяга всички стави на жена му и я парализира.
През 1841 г. Нойман получава покана от университета в Дорпат (днес Тарту), при брилянтни условия – фиксирана заплата от 5500 рубли, осигурен допълнителен доход от 600 – 700 рубли, 2500 рубли за използване кабинета по физика и висока пенсия след оттеглянето му. След дълго обмисляне той отказва назначението, тъй като не желае да се раздели с Прусия и университета. Две години след това Нойман получава мястото на заместник ректор в Кьонигсбергския университет.
През 1847 г. Нойман получава наследство от родителите на втората си съпруга, което му дава възможност да построи лаборатория по физика до дома си. Той се опитва от години да убеди университетските власти да построят Физически институт, но това става едва след неговото пенсиониране. До този момент той дава право на студентите си да работят в лабораторията, построена от него.
Франц Ернст Нойман има 5 деца:
- Карл Готфрид Нойман (7.05.1832) станал съветник и професор по математика в Лайпциг.
- Ернст Нойман (30.01.1834), станал медицински съветник, професор по патология и хематология и директор на патологичния институт в Кьонигсберг.
- Фридрих Юлиус Нойман (12.10.1835), професор по политически науки в Тюбинген
- Луиза Нойман (22.06.1837), която става художничка и пише биографията на баща си
- Густав Нойман (10.08.1838)

Франц Ернст Нойман умира на 23 май 1895 г. в пруския град Кьонигсберг (днес Калининград в Русия).

## Научна дейност
Най-ранните работи на Нойман са насочени към кристалографията. Успява да прецизира ползваните измервателни инструменти и работата с тях става много по-точна. Работата му в Кьонигсберг скоро е повлияна от Фридрих Бесел и Якоби и той се насочва към изучаване на математическа физика.
Нойман се занимава главно с теоретична и математическа физика, а работите му го правят много известен. Основните му трудове са посветени на математиката, физиката, оптиката, електродинамиката и физиката на кристалите.

### Кристалография и минералогия
Нойман формулира хипотезата, че всяко физическо свойство на кристала се определя от неговата симетрия. Разработва теория за еластичните свойства на кристалите и установява т.нар. принцип на Нойман – „Елементите на симетрия на всяко физично свойство на кристала трябва да включват елементите на симетрия на точковата група на кристала“.
Открива и т.нар. линии на Нойман – тънки, фини, прави линии, които стават видими, когато някои железни метеорити бъдат разрязани и откритата повърхност се полира. Участва също и в разработването на теорията за сферичните функции, широко използвани за изследване на физически явления в области, ограничени от сферични повърхности.

### Топлопроводимост
Първите две важни статии на Нойман са публикувани в „Annalen der Physik und Chemie“. Първата е озаглавена „Изследване на специфичната топлина на минералите“, а втората – „Определяне на специфичната топлина на водата близо до точката на кипене, спрямо вода с ниска температура“. В първата статия Нойман изследва специфичния топлинен капацитет (специфична топлоемкост) на минералите. Той стига до т.нар. закон на Нойман, според който молекулярната топлоемкост на едно съединение е равна на сумата от атомните топлоемкости на неговите съставни части. Във втората статия изследва защо при смесване на гореща и студена вода се получава температура, различна от средната между двете температури. Неговото обяснение е като цяло правилно, а именно специфичната топлоемкост на водата расте с температурата, но той не успява да осъзнае, че това важи само в определен температурен диапазон.
Сред другите трудове на Нойман интерес представляват тези за топлопроводимостта, определянето на топлинния капацитет и други. Определя температурните напрежения в плоча с неравномерно разпределена върху площта температура и изследва остатъчните напрежения. Установява връзката между деформациите и напреженията чрез въвеждане на две еластични константи в тях. Изследва разпространението на вълните в еластична среда и вибрациите на струни, мембрани и пръти.

### Оптика
През 1832 г. Нойман публикува друга важна статия – „Теория за изчисляване на двойното излъчване, извлечена от уравненията на механиката“ (Theorie der doppelten Strahlenbrechnung abgeleitet aus der Gleichungen der Mechanik). Много учени от този период изследват природата на светлината, като търсят условията, при които вълните се разпространяват в обикновените еластични тела. Възприемайки съществуването на етер, те се опитват да развият еластично-твърда теория за него, за да обяснят вълновия характер на светлината. В своята статия Нойман съобщава, че е получил вълнова повърхност, идентична с тази, определена по-рано от французина Огюстен Коши, и успява да изведе закони за двойното пречупване, получавайки резултати, подобни на тези на Огюстен Френел с изключение на случая на двуосеви кристали.
В своите трудове развива теорията за двойното пречупване в напрегнати прозрачни тела, която е в основата на оптичния метод за изследване на напреженията. Той приема, че трептенията на етерните частици възникват в равнината на поляризация и разглежда на тази основа явленията на поляризацията на светлината и двойното лъчепречупване. Резултатите, които получава, са напълно съвместими с тези на Френел, който изхожда от обратното предположение – че равнината на трептене на частиците е перпендикулярна на равнината на поляризация. Тази теория на Нойман привлича много последователи сред учените от онова време.

### Електромагнетизъм
Нойман и неговият съвременник Вилхелм Вебер са основателите на школата по електродинамика в Германия, която по-късно включва и Бернхард Риман, Енрико Бети, Карл Нойман и Хендрик Лоренц. Изследванията и анализите на тази група се ръководят от предположението, поддържано първоначално от Андре-Мари Ампер, че електромагнитните явления са резултат от пряко въздействие от разстояние, а не от действието на електромагнитно поле, каквото е съвременното схващане.
Основният принос на Нойман се съдържа в две статии, публикувани през 1845 и 1848 г., в които той изгражда теорията и установява математическите закони за електромагнитната индукция на електрическия ток. Докладите, предадени на Берлинската академия, са озаглавени „Математически закони на индуцираните електрически токове“ и „За един общ принцип на математическата теория на индуцираните електрически токове“. Първият доклад е публикуван през 1845 г. и повторно през 1889 г. от физикохимика Вилхелм Оствалд, нобелов лауреат по химия. Тази теория заляга в основата на науката за електричеството.
Нойман установява закона за електромагнитната индукция за затворени проводници, извежда формулата за коефициента на взаимна индукция и въвежда концепцията за векторния потенциал. Стига до това, което е известно като взаимен потенциал на две вериги, тоест количеството механична работа, която трябва да се извърши срещу електромагнитните сили, за да се разделят двете вериги на безкрайно разстояние една от друга, когато силата на тока е постоянна. 

## Членства
Нойман е член-кореспондент на почти всяка голяма европейска академия на науките.  През 1833 г. става член-кореспондент на Академията на науките в Берлин. От 1838 г. е член-кореспондент на Руската академия на науките. През 1858 г. става член и на Академията на науките в Берлин (1858 г.). Член е още на Лондонското кралско дружество и Парижката академия на науките.
През 1887 г. получава медал Копли, най-висшата и най-престижна награда на Лондонското кралско дружество, както и най-старата в света научна награда.

## Преподавателска дейност
Изключителният лекторски талант на Нойман привлича много слушатели в Кьонигсберг и скоро около него се групира цяла школа от физици и математици, от чиито редици излиза голяма част от най-известните учени в Германия. Сред неговите ученици са физиците Густав Кирхоф, Волдемар Фогт, Фридрих Ернст Дорн, Херман Георг Квинке математиците Алфред Клебш, синът му Карл Нойман и много други.
През 1834 г. заедно с Карл Густав Якоб Якоби основава първия семинар по теоретична физика и математика като допълнение към лекциите си и с цел да запознае студентите с методиката на научното изследване. Густав Кирхоф посещава тези семинари от 1843 до 1846 г., а сред преките резултати от семинарите на Нойман са първите статии на Кирхоф за закономерностите в електрическите вериги, както и разработването на фотометъра и поляриметъра от Велд (H. Weld).
През 1840-те години, със свои средства, Нойман организира в университета в Кьонигсберг лаборатория по физика – една от първите в Европа. В нея той разработва свое изобретение на електродвигател. Курсовете му по математическа физика стават широко известни в страната. В Лайпциг изнася лекциите „Относно теорията на магнетизма“ (1881), „Теоретична оптика“ (1885), „За теорията на еластичността“ (1885) „Теория на потенциала“ (1887) и други.
Той е и организатор и създател на геотермална станция за системни измервания на температурата в подпочвения земен слой, атмосферното налягане и температура.
Нойман публикува официално само част от трудовете си. Много от неговите открития се съдържат в лекциите му в Кьонигсберг и никога не са публикувани. Синът му Карл Нойман твърди, че непубликуваните изследвания на баща му, представени в лекциите му в Кьонигсберг преди 1850 г., доказват, че той е един от основателите на механичната теория на топлината. Карл Нойман подготвя лекциите на баща си за публикуване през 1895 г., но те никога не излизат от печат.

## Политическа дейност
През целия си живот Нойман е пламенен пруски патриот. Той помага за поддържането на мира в Кьонигсберг по време на въстанията от 1848 г. Пледира непрекъснато за обединението на Германия под ръководството на Прусия, а в началото на 1860-те изнася множество политически речи в подкрепа на Ото фон Бисмарк и войната срещу Австрия. На петдесетата годишнина от докторската си степен през 1876 г. е поздравен от престолонаследника, който по-късно става Вилхелм II, последният германски кайзер и крал на Прусия. През 1892 г. Нойман получава отличие от Бисмарк като ветеран от кампанията от 1815 г.

## Основни трудове
- 1881 – Vorlesungen über die Theorie des Magnetismus
- 1883 – Einleitung in die theoretische Physik
- 1884 – Vorlesungen über elektrische Ströme
- 1885 – Vorlesungen über theoretische Optik
- 1885 – Vorlesungen über die Theorie der Elastizität
- 1887 – Vorlesungen über die Theorie des Potentials
- 1894 – Vorlesungen über Kapillarität
- 1906 – Gesammelte Werke (издаден посмъртно)